# Loriculus camiguinensis
Il loricolo di Camiguin (Loriculus camiguinensis Tello, Degner, Bates, JM & Willard, 2006) è un uccello della famiglia degli Psittaculidi, endemico dell'isola di Camiguin (Filippine).